# Michael Galitzen

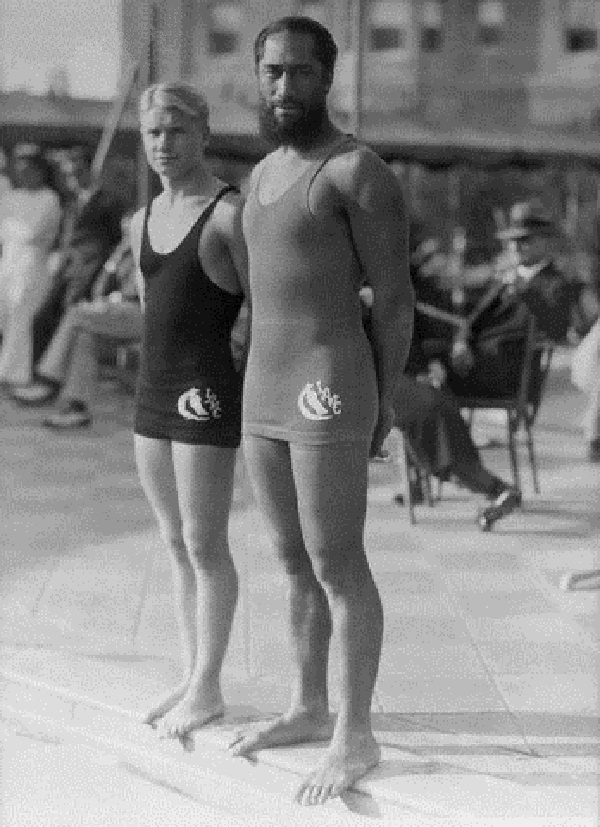
Michael Galitzen (links) und Duke Kahanamoku 1927

Michael „Mickey“ Riley Galitzen, auch Mickey Riley, (* 6. September 1909 in Los Angeles; † 9. Juni 1959 ebenda) war ein US-amerikanischer Wasserspringer, der bei vier Olympiastarts vier Medaillen gewann.
Michael Galitzen startete für die University of Southern California und für den Los Angeles Allied Athletic Club. Er war zehnfacher AAU-Meister. Bei den Olympischen Spielen 1928 in Amsterdam unterlag er im Springen vom Drei-Meter-Brett nur seinem Landsmann Pete Desjardins, vom Zehn-Meter-Turm siegte ebenfalls Desjardins, hinter dem Ägypter Farid Simaika erhielt Galitzen die Bronzemedaille. Vier Jahre später siegte er bei den Olympischen Spielen 1932 in seiner Heimatstadt vom Dreimeterbrett vor seinem Vereinskameraden Harold Smith. Vom Zehn-Meter-Turm gewann Harold Smith vor Galitzen.
Galitzen startete in der Regel unter seinem Künstlernamen Mickey Riley und trat mit seinem Bruder John im Synchronspringen an. Außer den beiden Brüdern und Harold Smith gehörte auch die Olympiasiegerin Georgia Coleman zur Trainingsgruppe von Fred Cady. Nach seiner Karriere trat er mit einer komischen Nummer als Wasserspringer bei Schwimmveranstaltungen auf. Achtzehn Jahre nach seinem Tod wurde er 1977 in die International Swimming Hall of Fame aufgenommen.